# Die schwarze Maske
Die schwarze Maske ist eine Oper in einem Akt von Krzysztof Penderecki mit einem deutschen Libretto des Komponisten und des Regisseurs der Uraufführung, Harry Kupfer, das auf einem Stück von Gerhart Hauptmann aus dem Jahr 1928 basiert. Die Uraufführung fand am 15. August 1986 im Rahmen der Salzburger Festspiele im Großen Festspielhaus in Salzburg statt.

## Handlung
Zum Karneval in Bolkenhain 1662 versammeln sich 13 Menschen zum Abendessen mit dem reichen Bürgermeister Schuller, während die Stadt draußen von der Pest heimgesucht wird. Ein unbekannter Gast mit einer schwarzen Maske erscheint und erinnert sich an die Vergangenheit. Benigna, die jetzt Schullers Frau ist, hatte einmal eine Liebesbeziehung mit dem Sklaven Johnson in Amsterdam. Ihre Tochter Arabella ist jetzt Dienstmädchen bei Schuller. Johnson zwang seine Geliebte, den reichen Sklavenhändler Geldern zu heiraten, und erpresste sie, bis der Ehemann unter mysteriösen Umständen umkam. Es wird schnell klar, dass jeder Anwesende ein Straftäter ist, und dass sich hinter der Maske die tödliche Rache Johnsons versteckt.

## Orchester
Die Orchesterbesetzung der Oper umfasst die folgenden Instrumente:
- Holzbläser: drei Flöten (3. auch Piccolo), zwei Oboen, Englischhorn, drei Klarinetten, Bassklarinette, Sopransaxophon, Altsaxophon, zwei Fagotte, Kontrafagott
- Blechbläser: vier Hörner, drei Trompeten, drei Posaunen, Tuba
- Pauken, Schlagzeug: große Trommel, Militärtrommel, Rührtrommel, Tamburin, sechs Timbales, Rototom, sechs Tomtoms, sechs hängende Becken, Triangelbaum, Glockenspiel, Röhrenglocken, Kirchenglocken, Schellenbaum, drei Tamtams, zwei Gongs, Xylophon, Vibraphon, Marimba, Güiro, Flexaton, Säge, Lotosflöte, Kastagnetten, Crotales, Schellen, Peitsche, Vibraslap
- Celesta, Orgel
- Streicher
- Bühnenmusik: zwei Piccoloflöten, zwei Klarinetten, drei Trompeten, drei Posaunen, Schlagzeug (kleine Trommel, Rührtrommel, zwei Militärtrommeln, zwei Ratschen, Kastagnetten, Schellen, Timbales, Tamburin), Blockflöten (Sopran, Alt, Tenor), Cembalo, Violoncello

## Werkgeschichte
Bei der Uraufführung am 15. August 1986 im Rahmen der Salzburger Festspiele leitete Woldemar Nelsson die Konzertvereinigung Wiener Staatsopernchor und die Wiener Philharmoniker. Die Inszenierung stammte von Harry Kupfer, die Bühne von Hans Schavernoch und die Kostüme von Walter Hagen-Groll. Es sangen Walter Raffeiner (Silvanus Schuller), Josephine Barstow (Benigna), Lona Culmer-Schellbach (Arabella), Marjana Lipovšek (Rosa Sacchi), Martin Finke (Jedidja Potter), Hans Franzen (Francois Tortebat), Jolanta Radek (Daga), Günther Reich (Löwel Perl), Huub Claessens (Robert Dedo), Malcolm Smith (Plebanus Wendt), Heinz Zednik (Hadank), Rainer Scholze (Graf Ebbo Hüttenwächter), Gertrude Jahn (Gräfin Laura Hüttenwächter), Robert Werner (Schedel), Wolfgang Equiluz (Doktor Knoblochzer), Charleston Marquis (Johnson) und Ingrid Mayr (eine Altstimme).
In der folgenden Opernsaison gab es Produktionen an der Wiener Staatsoper und in polnischer Übersetzung (Czarna maska) am Teatr Wielki in Posen. Diese Inszenierung wurde – eigens in deutscher Sprache neustudiert – auch in der Staatsoper unter den Linden in Berlin dargeboten, am Tag der deutschen Wiedervereinigung (3. Oktober 1990). Seine US-Premiere hatte das Werk am 30. Juli 1988 an der Santa Fe Opera.

## Aufnahmen
- 15. August 1986 – Woldemar Nelsson (Dirigent), Wiener Philharmoniker, Konzertvereinigung Wiener Staatsopernchor.
 Walter Raffeiner (Silvanus Schuller), Josephine Barstow (Benigna), Lona Culmer-Schellbach (Arabella), Marjana Lipovšek (Rosa Sacchi), Martin Finke (Jedidja Potter), Hans Franzen (Francois Tortebat), Jolanta Radek (Daga), Günther Reich (Löwel Perl), Huub Claessens (Robert Dedo), Malcolm Smith (Plebanus Wendt), Heinz Zednik (Hadank), Rainer Scholze (Graf Ebbo Hüttenwächter), Gertrude Jahn (Gräfin Laura Hüttenwächter), Robert Werner (Schedel), Wolfgang Equiluz (Doktor Knoblochzer), Charleston Marquis (Johnson) und Ingrid Mayr (Altstimme).
 Mitschnitt der Uraufführung; live aus Salzburg.[3]:12641
- 11. Januar 1988 – Mieczyslaw Dondajwski (Dirigent), Orchester und Chor der Oper Posen.
 Józef Kolesinski (Silvanus Schuller), Ewa Werka (Benigna), Joanna Kubaszewska (Arabella), Urszula Jankowiak (Rosa Sacchi), Aleksander Burandt (Jedidja Potter), Piotr Liszkowski (François Tortebat), Wieslawa Piwarska (Daga), Radoslaw Zukowski (Löwel Perl), Janusz Tannicki (Robert Dedo), Marian Kepczynski (Plebanus Wendt), Tomasz Zagórski (Hadank), Jerzy Kulczycki (Graf Ebbo Hüttenwächter), Jolanta Podlewska (Gräfin Laura Hüttenwächter), Michal Marzec (Schedel), Wieslaw Bednarek (Doktor Knoblochzer), Jerzy Fechner (Johnson), Waclawa Górny-Rann (Todesengel).
 Live, konzertant aus dem Großen Sendesaal in Berlin; Besetzung der polnischen Erstaufführung vom 25. Oktober 1987.[3]:12643